# MetroFLOG
MetroFLOG fue un servicio de blogs fotográficos en español con sede en Buenos Aires, Argentina. Fue popular sobre todo entre adolescentes y accesible para cualquier persona que contara con una dirección de correo electrónico e Internet. La mayoría de sus accesos fueron desde América Latina. Según datos de ComScore, fue la red social más visitada en España en 2007. Según Alexa, en mayo de 2008 el sitio web llegó a estar en el puesto 84, y en septiembre de 2008 llegó a superar a Fotolog.com, sitio en el que estaba basado su sistema de publicación de fotografías.
De manera similar a Fotolog.com, en MetroFLOG los usuarios podían agregar a otros a su lista de amigos/favoritos (acción llamada effear por los usuarios del sitio).  El usuario podía comentar (llamado "firmar" por los usuarios) a su amigo u otras páginas de usuario, en lo denominado "libro de visitas".
Se podían enviar mensajes privados (MP) si dos usuarios se tenían en favoritos entre sí. Se podía cambiar el tamaño de la letra, el color de fondo y de los enlaces. 
También era posible colocar una imagen de perfil y listas con los deportes, programas de TV, música y enlaces a webs favoritas. Inclusive se podía elegir la categoría del flog teniendo el personal, artístico, cine y televisión, y temático. Además podía colocarse el enlace de alguna persona que estuviera en favoritos u otras páginas diferentes.
El servicio permitía inicialmente a los usuarios publicar una foto por día y tener hasta 20 comentarios por foto y que, con base en su «popularidad», podía aumentar hasta 6 fotos por día y 200 comentarios, respectivamente.
MetroFLOG en México ganó popularidad durante los primeros meses del 2006 cuando Myspace iba en declive en ese país, la mayoría de los usuarios de MetroFLOG en México, eran adolescentes de los segmentos C y D, ya que la mayoría de los adolescentes del segmento A/B, sobre todo del sexo femenino, continuaban usando Myspace.[cita requerida]
En noviembre de 2008, Microsoft llegó a un acuerdo con MetroFLOG para integrar la actividad de usuario de Windows Live en la red social.
En julio de 2009 se añadió un servicio denominado "muro" en el cual los usuarios podían comunicar lo que estaban haciendo en cada momento. En general, lo que los miembros de MetroFLOG buscaban era la "popularidad", aumentando la cantidad de "favoritos", también llamados "efes", y así el límite se expandía y la cantidad de fotos que el usuario podía subir por día iba creciendo.
El 19 de marzo de 2010, MetroFLOG actualizó su imagen para atraer la atención de los usuarios y competir contra otros Fotologs.
En septiembre de 2011, Batanga adquirió MetroFLOG y sus sitios asociados MetroBlog y MetroPostales.
Su popularidad fue descendiendo en los últimos años, por la nueva gama de redes sociales, que permite hacer lo que hacía MetroFLOG pero con más actividades con un mayor grado de entretenimiento.
El servicio fue descontinuado en 2015.